# Priory Green
Priory Green – przysiółek w Anglii, w hrabstwie Suffolk, w dystrykcie Babergh, w civil parish Edwardstone. Leży 23 km na zachód od miasta Ipswich i 90 km na północny wschód od Londynu. Posiada 5 wymienionych budynków, w tym Barn to the North of Lynn's Hall, Lynn's Hall, Priory Cottage, Priory Farmhouse i Priory Green Cottage.